# Stretching

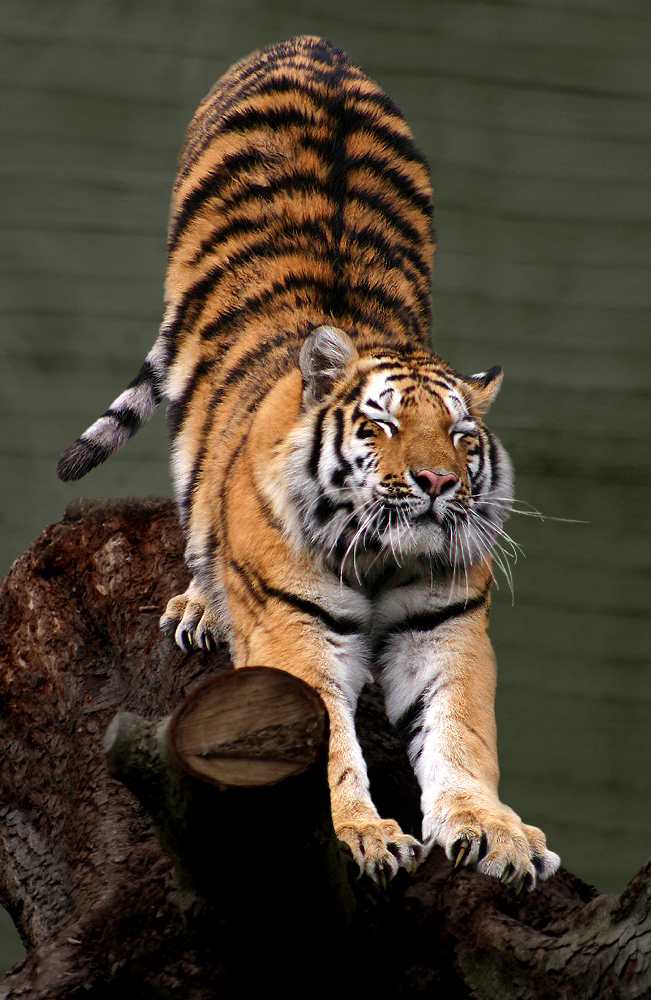
Een op natuurlijke wijze stretchende Siberische tijger

Stretching (Engels voor rekken), ook rekken of strekken genoemd, is het op een voorzichtige manier rekken van een spiergroep om de lenigheid van die spiergroep te verbeteren. Ook wordt stretching gebruikt ter bevordering van revalidatie en het voorkomen van blessures. Bij acute kramp wordt de getroffen spier gestretcht om de kramp tegen te gaan. Bij stretching worden vaak ook de pezen meegestretcht.

## Uitvoering
Verend rekken is een oude vorm van 'stretching' en wordt tegenwoordig nog nauwelijks toegepast. Aanbevolen wordt om tussen de 8 en 15 seconden te stretchen, maar tegenwoordig wordt ook aanbevolen een spiergroep langer, tot wel 30 seconden, te stretchen, waarbij de intensiteit van de stretch al dan niet toeneemt en men iets verder probeert te stretchen.
Bij veilig stretchen wordt de pijngrens niet of nauwelijks overschreden, uitgezonderd bij ervaren atleten die de laatste paar seconden van een stretch nog even extra ver stretchen. Soms wordt de pijngrens lichtelijk bereikt om zodoende goed te stretchen, maar dit moet altijd met de nodige voorzichtigheid uitgevoerd worden.
Evenwichtigheid is belangrijk. Vaak moet men de tegengestelde spiergroep ook stretchen voor een optimaal resultaat en om blessures te voorkomen.

## Stretching in de sport

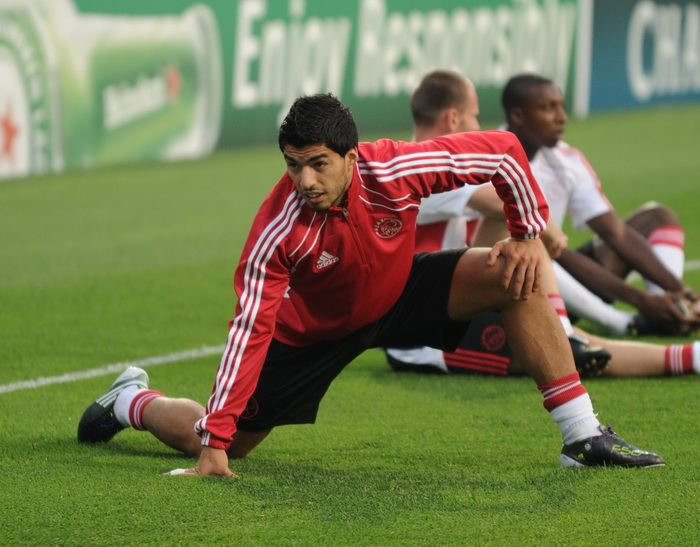
Een stretchende Luis Suárez

Stretchen is vaak een onderdeel van de warming-up van een sport en soms een onderdeel van de cooling-down. Er is echter weinig bewijs dat stretchen in deze gevallen een voordeel kan opleveren. Statisch stretchen (waarbij het rekken langer wordt aangehouden) in de warming-up wordt door sommige wetenschappelijke artikels afgeraden, terwijl dynamisch stretchen (waarbij het lichaamsdeel doorheen het bewegingsbereik wordt bewogen, zoals bij zwaaien met het been) hier mogelijk wel een voordeel zou kunnen opleveren. In de cooling-down is er geen duidelijk effect van statisch stretchen op spierpijn of blessures. Wanneer het stretchen als aparte sessie wordt uitgevoerd, kan dit wel voordelen opleveren die gepaard gaan met een beter bewegingsbereik.
Afhankelijk van de bedoeling van het stretchen is het over het algemeen raadzaam het gehele lichaam te stretchen, waarbij er bij bepaalde sporten iets meer aandacht aan een bepaalde spiergroep wordt besteed. Bij hardlopers zijn dit vooral de kuiten, de hamstrings en de quadriceps en bij een judoka dezelfde spieren met daarbij ook stretchoefeningen voor het bovenlichaam.

## Stretching op natuurlijke wijze
Op natuurlijke wijze passen veel mensen en ook dieren stretching toe. Bijvoorbeeld het uitrekken als men net wakker wordt. Ook ter ontspanning wordt stretching toegepast zoals dat bijvoorbeeld bij yoga gebeurt, of sommige mensen doen het tussen het werk door als ze zich gespannen voelen.

## Stretching als gehele lichaamstraining
De Zweed Sven-Anders Sölveborn combineert in zijn boeken stretching met weerstandstraining van het lichaam zelf. Eerst beveelt hij tussen de 15 en 25 seconden spanning van een spiergroep aan (isotensie), bijvoorbeeld de elleboog tegen de muur duwen, waardoor men kracht zet met voornamelijk de triceps van een arm, waarbij de kracht en deels ook het uithoudingsvermogen getraind worden, vervolgens eenzelfde tijd aan rust en daarna eenzelfde tijd aan stretching. Zo zijn er voor iedere spiergroep meerdere krachtoefeningen, waarbij geen hulpmiddelen (zoals gewichten) nodig zijn en bestaan er voor iedere spiergroep meerdere stretchoefeningen.
Sölveborn beweert dat deze combinatie van spanning, ontspanning en stretching, de effectiefste vorm van stretching is en ziet het, in combinatie met conditietraining, zoals joggen, als een totaal trainingsprogramma (vergelijkbaar met fitness) voor het gehele lichaam.

## Voorbeelden
Een van de bekendste stretchoefeningen is de "hamstring stretch", waarbij de hamstrings, maar ook de onderrug worden gestretcht door het bovenlichaam naar de grond te bewegen terwijl de benen gestrekt blijven. Deze stretchoefening kan ook met één been tegelijk uitgevoerd worden, of bijvoorbeeld zittend op de vloer, met allerlei variaties.